# Josep Maria Gras Navarro
Josep Maria Gras Navarro (Reus, 1797 - 1853) va ser un notari català.
Estudià notariat a Barcelona i s'establí a Reus. Músic afeccionat va organitzar la banda de música de la Milícia Nacional reusenca. D'ideologia liberal, va col·laborar a la Diana constitucional política y mercantil, una publicació reusenca defensora de la constitució de 1812, dirigida pel doctor Jaume Ardèvol, que sortí el 1822. El 1820 era un dels membres destacats de la Tertúlia Patriòtica reusenca, que es reunia al Teatre de les Comèdies, on hi acudien els més aferrissats defensors del sistema constitucional, com ara el metge Pere Mata, pare de Pere Mata Fontanet, Cristòfol Montblanch, també metge, l'hisendat Josep Gayà, el farmacèutic Pere Joan Nadal, el jutge Paulino de los Arcos, i els militars Juan van Halen i Antoni Baiges. El 1822, juntament amb Josep Gener Solanes, va fundar una petita companyia de teatre d'aficionats, i destinaven els beneficis de les representacions a la Milícia Nacional. Va escriure algunes de les obres de teatre que van representar i també va cultivar la poesia. Més endavant va ser diverses vegades regidor a l'ajuntament de Reus. El seu fill, Pere Gras i Bellvé, també notari, va dir d'ell: "El meu pare morí pobre perquè visqué honrat".